# Filipp Levenson
Filipp Levenson (născut Fișl; în rusă Филипп Левензон; n. 1893, Orhei, gubernia Basarabia, Imperiul Rus – d. 25 martie 1938, Ținutul Primorie, Rusia) a fost un evreu basarabean, militar și comisar sovietic, participant la Primul Război Mondial și Războiul Civil Rus. 

## Biografie
S-a născut în orașul Orhei din același ținut, gubernia Basarabia (Imperiul Rus). Odată cu izbucnirea primei conflagrațiii mondiale, a fost mobilizat în Armata Țaristă, unde a servit între anii 1914-1917 și a fost rănit. În 1917 s-a alăturat revoluționarilor Socialiști de stânga, iar în 1918, s-a alăturat bolșevicilor. După Revoluția din februarie, a devenit membru al consiliului executiv al Comitetului deputaților muncitori și soldaților din Chișinău. În septembrie 1917 a devenit membru al Comitetului executiv gubernial basarabean al deputaților muncitori și soldaților, iar în decembrie 1917, a devenit comandant al garnizoanei Chișinău și membru al departamentului de front al Comitetului executiv central al sovieticilor de pe frontul român, al flotei Mării Negre și regiunii Odesa (RUMCEROD). În 1918, a fost ales membru al Cartierului general revoluționar al trupelor republicane sovietice din regiunea basarabeană, ulterior, șef al Armatei speciale pentru lupta împotriva intervenției românești, apoi șef al statului major al detașamentului „Tiraspol” al efemerei RSS Basarabene. A fost comandant militar al primei brigade de puști și, în cele din urmă, comandantul brigăzii a 133-a de puști a 45-a divizie de infanterie. Pe frontul împotriva trupelor lui Denikin, brigada lui Levenson a luat parte la dezarmarea brigăzii Mahno, apoi a participat la războiul polono-sovietic.
După încheierea războiului civil, a lucrat o vreme în „Țentrosoiuz”, apoi a ocupat funcții de comandă în diferite unități și formațiuni ale Armatei Roșii. Din 1929, a fost Președinte al Consiliului Central al Societății Basarabenilor din URSS și editor al revistei Красная Бессарабия („Basarabia roșie”).
În anii 1934-1936 a fost primul șef al administrației clădirilor și apartamentelor al Armatei Roșii ca parte a Comisariatului Apărării al URSS. La sfârșitul anului 1936 a fost detașat în Grupul de Forțe din ținutul Primorie al Armatei Speciale „Steagul Roșu” din Extremul Orient (OKDVA).
A fost distins cu Ordinul Lenin și Ordinul Steagul Roșu. La 20 noiembrie 1935 a fost promovat în calitate de comisar de divizie.
A fost arestat la 15 mai 1937 în timpul Marii Epurări, împușcat la 25 martie 1938 (conform altor surse, la 31 iulie 1937). A fost reabilitat la 23 mai 1957.
Fiul său, Grigori Levenson, a fost împușcat pe 7 decembrie 1937 la Moscova. În același an, soția sa, Fania, a fost condamnată pentru faptul că a fost „membra familiei unui trădător al patriei”, iar fratele său mai mic, Abram, a fost și el executat.